# The Best of Nick Cave and the Bad Seeds
The Best of Nick Cave and the Bad Seeds jest retrospektywnym albumem wydanym przez zespół Nick Cave and the Bad Seeds. Datowany jest na rok 1998 i został wydany na fali sukcesu poprzedniego albumu The Boatman’s Call z 1997.
W poszukiwaniu odpowiedniego doboru utworów, Cave zdecydował poprosić wszystkich członków zespołu Bad Seeds, byłych i ówczesnych o to, aby wybrali ich zdaniem najlepsze piosenki zespołu. Listy wybranych utworów były potem dyskutowane między nimi, aż została wybrana ta jedna, będąca kompromisem dla wszystkich. Okazało się, że była to lista założyciela i długoletniego gitarzysty Bad Seed Micka Harveya i to właśnie ona stanowi repertuar płyty The Best of.

## Spis utworów
1. „Deanna”  – 3:36
2. „Red Right Hand”  – 4:48
3. „Straight to You”  – 4:35
4. „Tupelo”  – 5:12
5. „Nobody's Baby Now”  – 3:53
6. „Stranger Than Kindness”  – 4:42
7. „Into My Arms”  – 4:14
8. „(Are You) The One That I've Been Waiting For”  – 4:06
9. „The Carny”  – 8:01
10. „Do You Love Me?”  – 4:37
11. „The Mercy Seat”  – 5:08
12. „Henry Lee” (duet z PJ Harvey)  – 3:56
13. „The Weeping Song”  – 4:20
14. „The Ship Song”  – 4:42
15. „Where the Wild Roses Grow” (duet z Kylie Minogue)  – 3:57
16. „From Her to Eternity”  – 5:32

- Utwór 16 jest z albumu From Her to Eternity wydanego w 1984.
- Utwór 4 jest z albumu The Firstborn Is Dead wydanego w 1985f.
- Utwory 6 oraz 9 są z albumu Your Funeral... My Trial wydanego w 1986.
- Utwory 1 oraz 11 są z albumu Tender Prey wydanego w 1988.
- Utwory 13 oraz 14 są z albumu The Good Son wydanego w 1990.
- Utwór 3 jest z albumu Henry’s Dream wydanego w 1992.
- Utwory 2, 5 oraz 10 są z albumu Let Love In wydanego w 1994.
- Utwory 12 oraz 15 są z albumu Murder Ballads wydanego w 1996.
- Utwory 7 oraz 8 są z albumu The Boatman’s Call wydanego w 1997.

## Muzycy
- Nick Cave - śpiew, organy Hammonda, organy, oscylator, pianino, harmonijka, aranżacje smyczkowe
- Blixa Bargeld - gitara, „Boss Bellini”, gitara slide, śpiew
- Mick Harvey - perkusja, gitara basowa, gitara akustyczna, gitara, grzechotka, dzwonki, gitara rytmiczna, pianino, organy Hammonda, organy basowe, śpiew, ksylofon, sample, wibrafon, instrumenty perkusyjne, aranżacje smyczkowe
- Kid Congo Powers - gitara
- Martyn P. Casey - gitara basowa, śpiew
- Thomas Wydler - perkusja, kotły, śpiew, instrumenty perkusyjne
- Conway Savage - pianino, śpiew
- Barry Adamson - perkusja, organy Hammonda, śpiew, gitara basowa
- Jim Sclavunos - perkusja, dzwonki
- Tex Perkins - śpiew
- Rowland S. Howard - śpiew
- Roland Wolf - gitara
- Gini Ball - instrumenty smyczkowe
- Audrey Riley - instrumenty smyczkowe
- Chris Tombling - instrumenty smyczkowe
- PJ Harvey - śpiew
- Kylie Minogue - śpiew
- Jen Anderson - instrumenty smyczkowe
- Sue Simpson - instrumenty smyczkowe
- Kerran Coulter - instrumenty smyczkowe
- Helen Mountford - instrumenty smyczkowe
- Hugo Race - gitara

## Płyta bonusowa
Album został wydany wraz z płytą - bonusem, zatytułowaną „Live at the Royal Albert Hall”, a nagraną w maju 1997.
1. Lime Tree Arbour  – 3:42
2. Stranger Than Kindness  – 5:02
3. Red Right Hand  – 5:18
4. I Let Love In  – 4:12
5. Brompton Oratory  – 3:47
6. Henry Lee  – 4:00
7. The Weeping Song  – 4:38
8. The Ship Song  – 4:12
9. Where the Wild Roses Grow  – 4:01